# Port lotniczy Taraz
Port lotniczy Taraz (IATA: DMB, ICAO: UADD) – port lotniczy położony w Tarazie, w obwodzie żambylskim, w Kazachstanie.

## Linie lotnicze i połączenia
| Linia Lotnicza | Kierunek                                                                                           |
| -------------- | -------------------------------------------------------------------------------------------------- |
| Qazaq Air      | 1. Ałmaty 2. Astana                                                                                |
| SCAT Airlines  | 1. Astana 2. Jekaterynburg 3. Kazań (od 27 października 2023) Sezonowe czartery: 1. Szarm el-Szejk |